# Michel Therrien
Michel Therrien (* 4. November 1963 in Montreal, Québec) ist ein ehemaliger kanadischer Eishockeyverteidiger und derzeitiger -trainer. Zuletzt war er von Mai 2019 bis Dezember 2021 als Assistenztrainer der Philadelphia Flyers in der National Hockey League tätig. Zuvor hatte er in der NHL bereits die Canadiens de Montréal (2000–2003 und 2012–2017) sowie die Pittsburgh Penguins (2005–2009) als Cheftrainer betreut.

## Karriere

### Spielerkarriere
Michel Therrien wuchs in Montréal als einziges Kind von Jerry und Rachel Therrien auf und begeisterte sich in seiner Jugend sowohl für Eishockey als auch für Baseball. Er spielte in der kanadischen Baseballnationalmannschaft der Junioren und ihm wurde ein Stipendium des Palm Beach Junior College angeboten, wo er als Second Baseman spielen sollte. Doch er entschied sich für Eishockey.
1980 wurde er von den Remparts de Québec aus der kanadischen Juniorenliga Ligue de hockey junior majeur du Québec unter Vertrag genommen. Er spielte in seinen drei Jahren in der Liga noch für zwei weitere Teams. Mit den Chevaliers de Longueuil um Cheftrainer Jacques Lemaire konnte er 1983 in den Playoffs die Titan de Laval um Mario Lemieux, der wenig später der Superstar der Pittsburgh Penguins wurde, besiegen.
Nachdem Therrien von keinem NHL-Team gedraftet wurde, wechselte er 1983 in den Profibereich und erhielt einen Vertrag in der zweitklassigen AHL bei den Canadiens de Sherbrooke. Mit dem Team hatte er eine sehr erfolgreiche Saison und sie gewannen in den Playoffs den Calder Cup. Mit zum Team gehörte damals unter anderem der 19-jährige Patrick Roy, der sich in den nächsten Jahren zu einem der besten Torhüter aller Zeiten entwickeln sollte. Es folgten zwei weitere Jahre für Teams der AHL und der IHL, doch er musste realisieren, dass er nicht das nötige Talent hatte um es in die NHL zu schaffen.

### Trainerkarriere
1989 beendete Therrien seine Karriere und arbeitete für das Telekommunikationsunternehmen Bell Canada. Nebenbei arbeitete er kurze Zeit als Assistenz-Trainer bei den Titan de Laval und stand als Cheftrainer sogar selbst für drei Spiele hinter der Bande, doch seine Amtszeit bei dem Team war nur sehr kurz. 1991 kehrte er zu den Titans als Assistenz-Trainer von Bob Hartley zurück. Zwei Jahre blieb Therrien auf diesen Posten, ehe er in der Saison 1993/94 Hartley als Cheftrainer ablöste. Er setzte den Stil seines Vorgängers, der das physisch harte Spiel bevorzugte, fort und hatte damit Erfolg. So gewann er die Meisterschaft der LHJMQ und nahm mit dem Team an der Memorial-Cup-Finalrunde teil. Neben vielen talentierten Spielern standen auch spätere NHL-Enforcer, wie Georges Laraque, Gino Odjick und Sandy McCarthy in den Reihen des Teams.
Während seiner Zeit in Laval sorgte Therrien einmal für Aufsehen, als er sich mit Alain Rajotte, dem Trainer der Granby Prédateurs, während eines Freundschaftsspiels prügelte. Therrien hatte seine jüngsten Spieler aufgestellt, während Rajotte mit Veteranen zum Spiel antrat. Als die jungen Spieler vorgeführt wurden und Rajotte mit Gesten versuchte Therrien zu provozieren, kam es zum Kampf. Eine Sperre über zehn Spiele war die Folge.
1995 wechselte er dann selbst als Cheftrainer zu den Granby Prédateurs. Die Gebrüder Morrissette hatten bereits die Laval Titan besessen und als sie nun aus Laval weggingen und die Granby Prédateurs übernahmen, wollten sie auch Therrien wieder mit an Bord haben. Er führte die Prédateurs auch gleich in seiner ersten Saison zum Gewinn des Memorial Cup, die wichtigste Eishockeytrophäe in Kanada im Nachwuchsbereich.
Nach einem weiteren Jahr in Granby wurde er 1997 in die Organisation der Montréal Canadiens aus der NHL aufgenommen. Damit endete seine „Herrschaft“ in der Juniorenliga LHJMQ, in der er 72 Prozent aller Spiele gewinnen konnte. Doch es begann für ihn eine neue Ära, da er den Posten als Cheftrainer der Fredericton Canadiens, dem Farmteam von Montréal in der AHL, erhielt. Nach zwei Jahren wurde das Team aufgelöst und er arbeitete bei dem neuen AHL-Farmteam Québec Citadelles als Cheftrainer.
Als das NHL-Team der Canadiens während der Saison 2000/01 wieder schwächelte und Alain Vigneault seinen Stuhl als Trainer räumen musste, übernahm Therrien die Geschicke des Teams und führte es im Jahr darauf wieder in die Playoffs, doch seine Amtszeit war bereits Mitte der Saison 2002/03 wieder vorbei, da die Teilnahme an der Endrunde wieder in Gefahr war.
Im Sommer 2003 wurde er von den Wilkes-Barre/Scranton Penguins, dem Farmteam der Pittsburgh Penguins, unter Vertrag genommen. Therrien zeigte gleich sein Können und führte das Team bis ins Finale der AHL-Playoffs um den Calder Cup. Nach einer guten Saison 2004/05, schaffte die Mannschaft im Herbst 2005 einen phänomenalen Start in die nächste Spielzeit mit 21 Siegen in 25 Spielen. Für das NHL-Team der Penguins lief es hingegen nicht gut und Trainer Eddie Olczyk wurde entlassen und Therrien als dessen Nachfolger eingesetzt. Dort traf er wieder auf Mario Lemieux, dem er schon 1983 als Gegenspieler bei den Junioren begegnet war. Allerdings war Lemieux nun Teambesitzer der Penguins und für einige Monate auch noch Spieler.
Therrien schaffte es in der Saison nicht mehr, dass sich das Team für die Playoffs qualifizieren konnte, aber er baute vor der Saison 2006/07 um Jungstar Sidney Crosby eine konkurrenzfähige Mannschaft zusammen, die aus Talenten, wie Jewgeni Malkin, Jordan Staal und Marc-André Fleury, aber auch aus erfahrenen Spielern, wie Mark Recchi oder Sergei Gontschar besteht. Mit ihnen konnte er die erste Runde der Playoffs erreichen und wurde für den Jack Adams Award als bester Trainer der NHL nominiert, nachdem sich die Mannschaft im Vergleich zur Vorsaison um 47 Punkte verbessern konnte. Nur drei Trainer konnten in der NHL-Geschichte eine Mannschaft zu einer größeren Steigerung innerhalb eines Jahres verhelfen.
Im Sommer 2007 erhielt er von den Pittsburgh Penguins eine Vertragsverlängerung bis zum Jahr 2009 und die Penguins gingen als Mitfavorit in die Saison 2007/08. Nachdem Pittsburgh jedoch einen eher schwachen Start in die Saison hatte und in der ersten Saisonhälfte zum Teil um die Playoffplätze kämpfen musste, spekulierten die Medien schon über eine mögliche Entlassung Therriens. Hinzu kamen langfristige Verletzungen von Leistungsträgern, wie Torhüter Fleury und den Stürmern Crosby und Gary Roberts. In der zweiten Saisonhälfte waren es schließlich Jewgeni Malkin und Ersatztorhüter Ty Conklin, die die Mannschaft auf die Erfolgsspur zurückführten und am Ende qualifizierten sich die Penguins mit dem zweiten Platz in der Eastern Conference sicher für die Playoffs. In den Playoffs gelang den Penguins ein Durchmarsch bis ins Stanley-Cup-Finale mit nur zwei Niederlagen in den ersten drei Runden. Garanten für diesen Erfolg waren neben den Jungstars Crosby und Malkin auch der wieder genesene Stammtorhüter Fleury und der erst im März 2008 verpflichtete Marián Hossa. In der folgenden Saison gelang es Therrien mit der Mannschaft allerdings nicht, an diese Erfolge anzuknüpfen. Nach 57 Spielen standen die Penguins nur auf dem zehnten Rang der Eastern Conference und fünf Punkte von einem Play-off-Platz entfernt. Im Februar 2009 wurde Therrien von seinem Posten entlassen.
Nach über drei Jahren ohne Trainerposten wurde er am 5. Juni 2012 erneut als Trainer der Montréal Canadiens verpflichtet, die die vorhergehende Saison auf dem letzten Platz der Eastern Conference abgeschlossen hatten. In der Saison 2012/13 führte Therrien die Canadiens zurück in die Play-offs und gewann mit der Mannschaft den Divisionstitel in der Northeast Division. Bei der Abstimmung zum Jack Adams Award für den besten Trainer der Saison lag er schließlich auf dem vierten Platz und verfehlte damit eine Nominierung nur knapp.
Im Februar 2017 wurde Therrien als Cheftrainer der Canadiens entlassen. Das Team führte zu diesem Zeitpunkt die Atlantic Division an, hatte von den letzten zehn Spielen jedoch sieben verloren. Direkt mit seiner Freistellung wurde Claude Julien als Nachfolger vorgestellt, der erst eine Woche zuvor bei den Boston Bruins von seinen Pflichten enthoben wurde. Julien trainiert die Canadiens damit – ebenso wie Therrien – zum zweiten Mal in seiner Karriere, wobei es nach Therriens erster Entlassung in der Saison 2002/03 ebenfalls Julien war, der seine Nachfolge antrat.
Nach einer längeren Pause wurde er im Mai 2019 als Assistenztrainer der Philadelphia Flyers vorgestellt, wo er fortan unter Cheftrainer Alain Vigneault tätig war. Nach einem schwachen Start in die Saison 2021/22 wurden beide im Dezember 2021 entlassen.

## Erfolge und Auszeichnungen

### Als Spieler
- 1985 Calder-Cup-Gewinn mit den Sherbrooke Canadiens

### Als Trainer
- 1995 Trophée Ron Lapointe
- 1996 Coupe-du-Président-Gewinn mit den Granby Prédateurs
- 1996 Memorial-Cup-Gewinn mit den Granby Prédateurs
- 1997 Trophée Paul Dumont